# جيري بابروزا
جيري بابروزا (18 أبريل 1988 بديبولوج في الفلبين - ) هو لاعب كرة قدم فلبيني في مركز الدفاع. شارك مع منتخب الفلبين تحت 23 سنة لكرة القدم ومنتخب الفلبين لكرة القدم. أما مع النوادي، فقد لعب مع نادي غلوبال وLaos F.C. ‏.